# Method von Saloniki

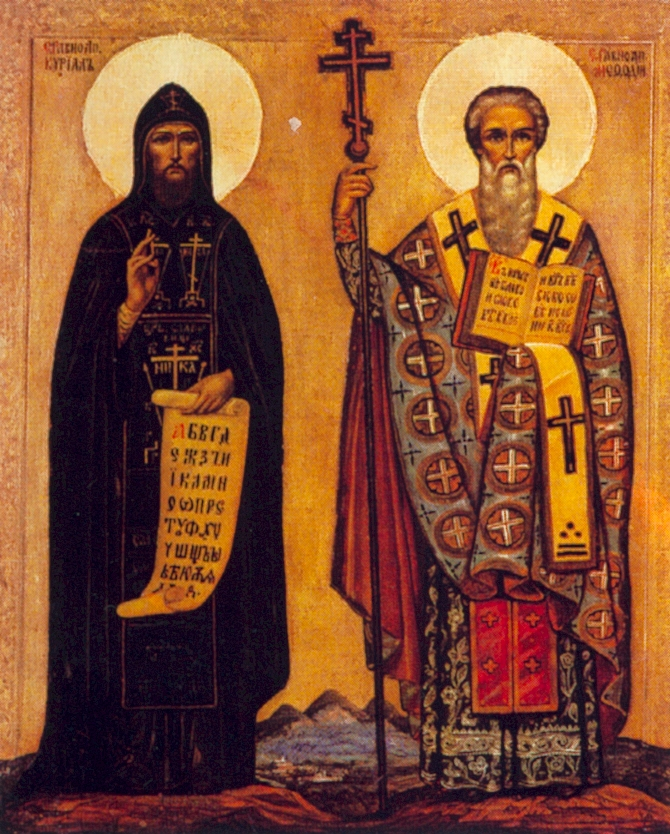
Kyrill und Method

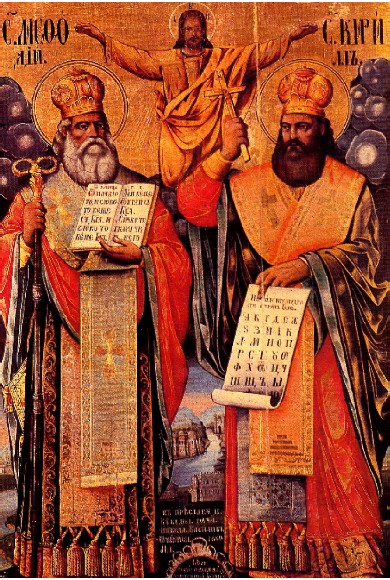
Method und Kyrill, Ikone, Bukarest, 19. Jhd.

Method(ius) (mittelgriechisch Μεθόδιος Methodios, kirchenslawisch Меѳодий Methodii, südslawisch Методий/Методиј Metodij oder Методије Metodije, tschechisch Metoděj, slowakisch Metod; * um 815 in Thessaloniki, Byzantinisches Reich; † 6. April 885 in Mähren) war ein byzantinischer Mönch, Rechtsgelehrter und der erste Erzbischof von Mähren und Pannonien. Er wirkte mit seinem Bruder Konstantin (Kyrill) als „Apostel der Slawen“. Er wird in den orthodoxen und den katholischen Ostkirchen als apostelgleicher Heiliger verehrt. In der römisch-katholischen Kirche wurde er zu einem Patron Europas erklärt.
Method stand in seinem Wirken sein Leben lang im Spannungsfeld zwischen seiner byzantinisch-orthodoxen Herkunft und römisch-katholischen kirchenpolitischen Bestrebungen in Ostmitteleuropa. Er hatte mit seinem Bruder Kyrill einen entscheidenden Anteil an der Inkulturation des Christentums bei den Slawen.

## Leben

### Anfänge
Method wurde um 815 in Thessaloniki geboren. Es ist unklar, ob dies auch sein weltlicher Name war. Sein Vater war ein byzantinischer Drungarios (Marineoffizier) namens Leontios (geboren in Thessaloniki, wahrscheinlich griechischer Herkunft). Seine Mutter war vermutlich slawischer Herkunft. Sein Bruder Konstantin (Kyrill) wurde später zu seinem wichtigsten Begleiter.
Method schlug eine militärische Laufbahn ein und wurde Strategos in Sklavinien.
840 ging er nach Bithynien.
In Kleinasien wurde er Mönch.
Method war wie sein Bruder hochgebildet und feinsinnig.
Beide lehrten an der Hochschule von Konstantinopel Philosophie, während Method später Abt eines Klosters wurde.

### Mährerreich 862–867
Etwa 861 beschloss Rastislav, der Herrscher des Mährerreichs, dem ostfränkischen Einfluss in seinem Land endgültig ein Ende zu setzen, und wandte sich an den Papst Nikolaus I. in Rom mit der Bitte um Lehrer, die die lokalen Priester umerziehen könnten, damit der ostfränkische Einfluss in Mähren abnimmt. Byzantinische Priester, die schon seit langem ebenfalls in Mähren tätig waren, schlugen Rastislav vor, sich mit der gleichen Bitte einfach an den byzantinischen Kaiser Michael III. zu wenden.
862 wurde Method zusammen mit seinem Bruder Kyrill vom Kaiser Michael III. und Patriarch Photios als Missionar nach Mähren geschickt, wo sie mehrere Jahre missionierten. Sie führten die Feier der Heiligen Messe in slawischer Sprache ein.

### Rom 867–869
867 verließen sie Mähren, um nach Rom zu reisen. Im Sommer waren sie in Blatnograd im Fürstentum Pannonien bei Fürst Kocel. Dort führten sie möglicherweise die slawische Liturgie ein und bildeten 50 Schüler aus.
In Rom trafen sie Papst Hadrian II. Kyrill starb 869. Method hatte seinem Bruder auf dessen Sterbebett das Versprechen gegeben, bei der Slawenmission auszuharren, obwohl sein Herz ihn in die Abgeschiedenheit und Stille eines Klosters zurückzöge.
869 sandte Kocel Boten nach Rom mit der Bitte, Method als Lehrer seines Volkes zu bestellen. Method wurde zum päpstlichen Legaten für Pannonien ernannt. In einem Brief an die Fürsten Rastislav, Svatopluk (Fürstentum Nitra) und Kocel erhielt er den Auftrag, in Mähren zu lehren und die Heiligen Schriften ins Slawische zu übersetzen.

### Pannonien 869
Da jedoch die bairischen Priester die Aktivitäten der beiden Slawenapostel nicht akzeptieren wollten, konnte Method die Tätigkeit der mährischen Akademie nicht wiederaufnehmen. Gegen Ende desselben Jahres schickte ihn Kocel daher wieder nach Rom, um ihn dort zum Bischof ernennen zu lassen, damit er die nötige Autorität für seine Aufgabe hatte.
Pannonien war zu dieser Zeit zwischen dem Erzbistum Salzburg, dem Bistum Passau und dem Patriarchen von Aquileia aufgeteilt, daher zögerte Papst Hadrian II. Er ernannte Method zum Erzbischof von Sirmium, Pannonien und Mähren. In Mähren entstand damit das erste slawische Erzbistum.
Als Method in Blatnograd eintraf, verließen die bairischen Priester unter Protest Pannonien. Method saß wahrscheinlich in Blatnograd.

### Bairische Haft 870–873

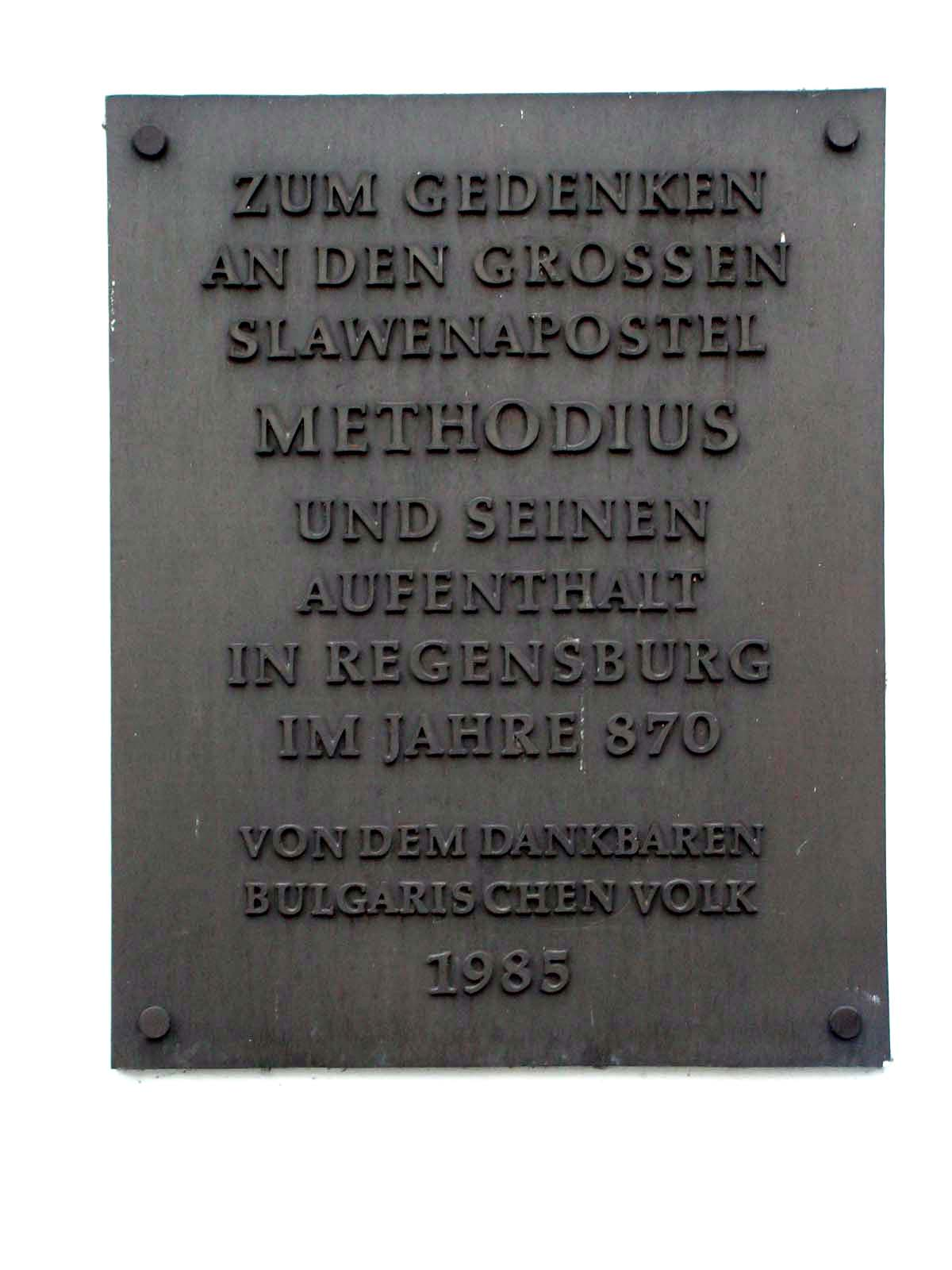
Gedenktafel an die Gefangensetzung des Apostelgleichen Heiligen Methodius, Slawen-Apostel und erster Erzbischof von Mähren und Pannonien, in Regensburg an der Alten Kapelle.

Bald darauf wurde Method im Auftrag von Erzbischof Aldwin gefangen genommen. Er wurde nach Regensburg gebracht, misshandelt und inhaftiert (auf der Insel Reichenau oder in Ellwangen?).
Aufgrund der Überlieferung gibt es in Ellwangen eine Kapelle für den Heiligen Method. Außerdem sind am Durchgang des Jesuitenkollegs zwischen Bahnhof und Altstadt mehrere Gedenktafeln zu finden.

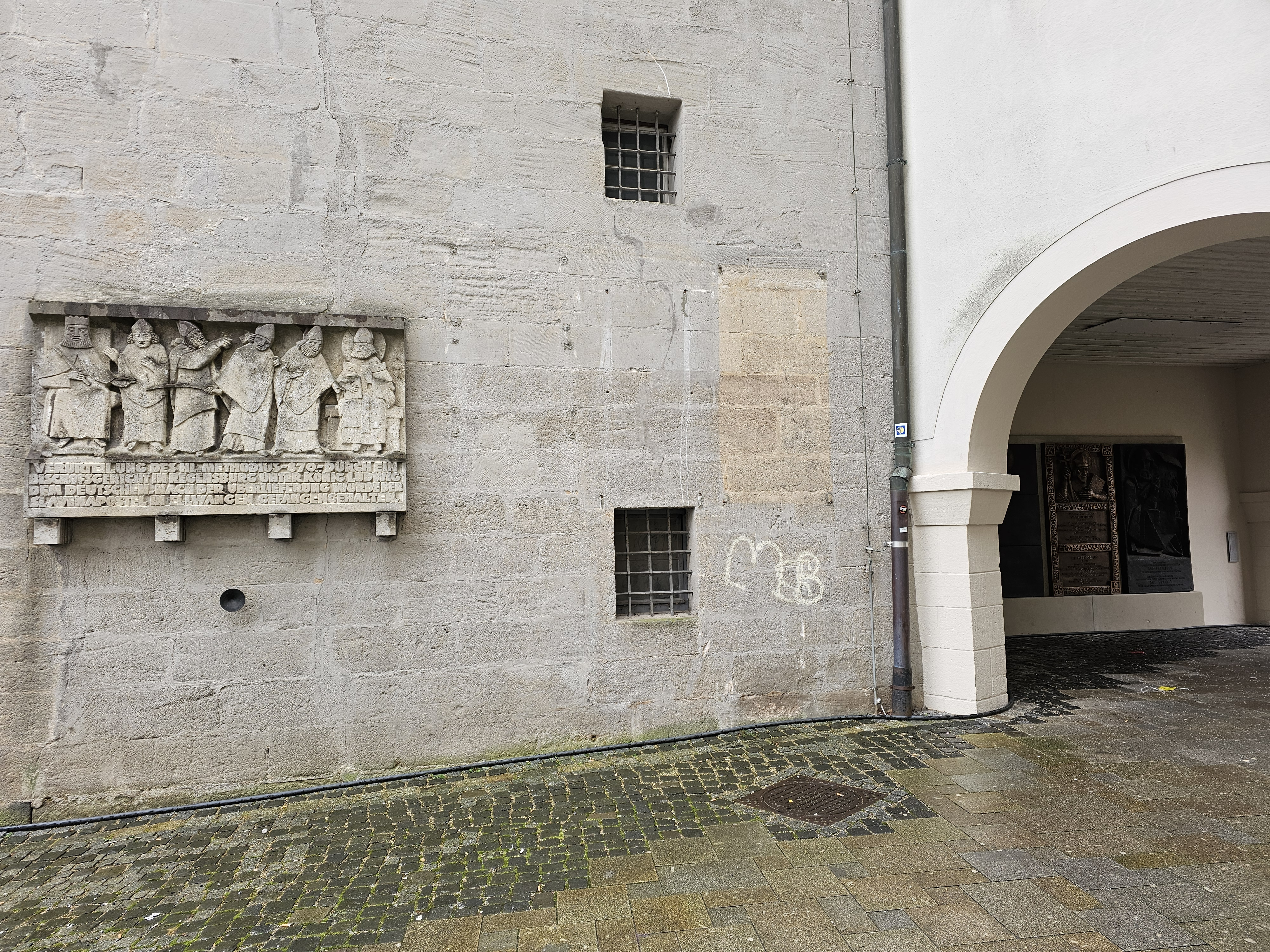
Durchgang des Jesuitenkollegs mit 4 Tafeln zu ehren des Heiligen Method

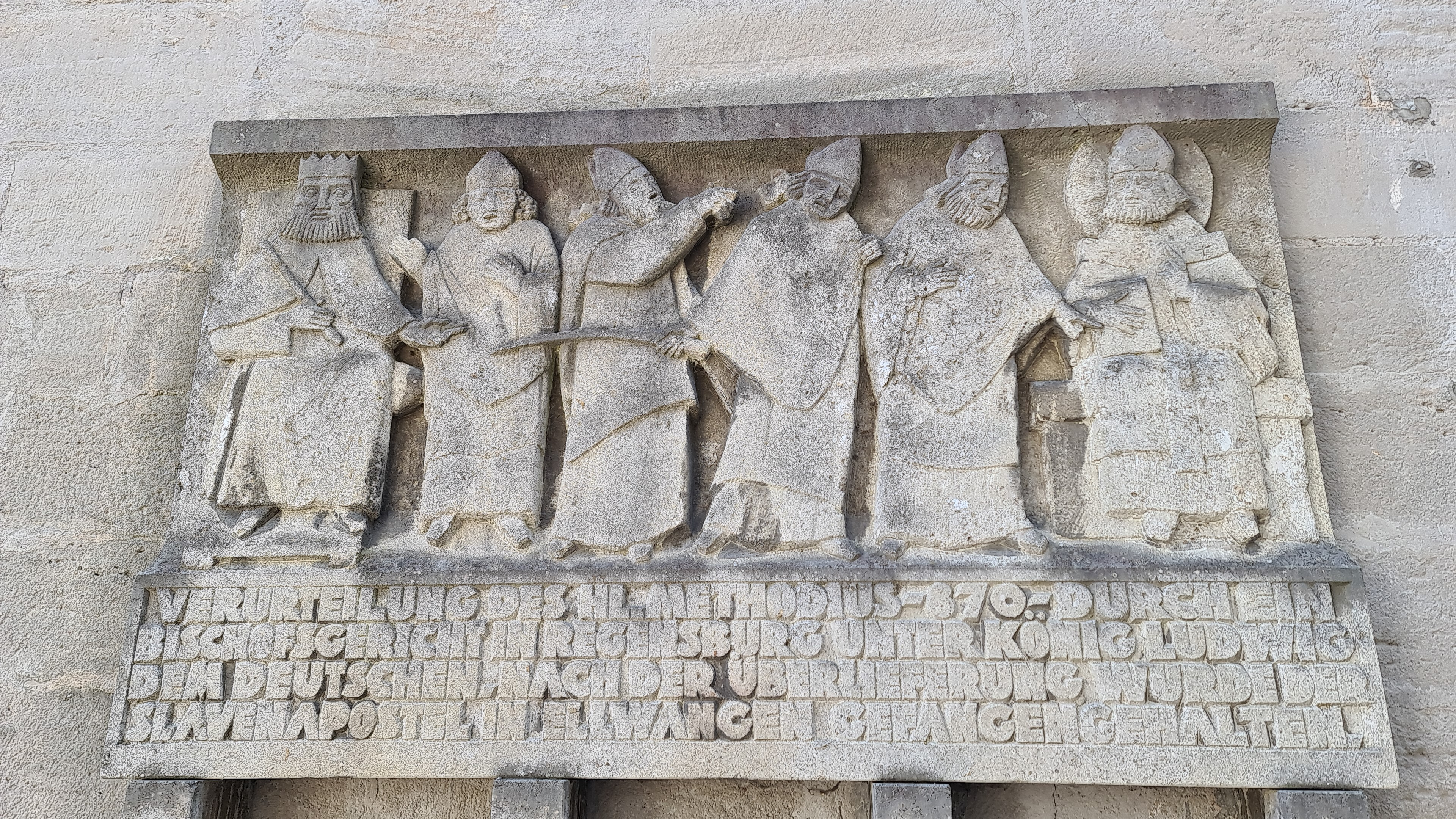
Tafel die an die Gefangenschaft des Heiligen Method in Ellwangen erinnert

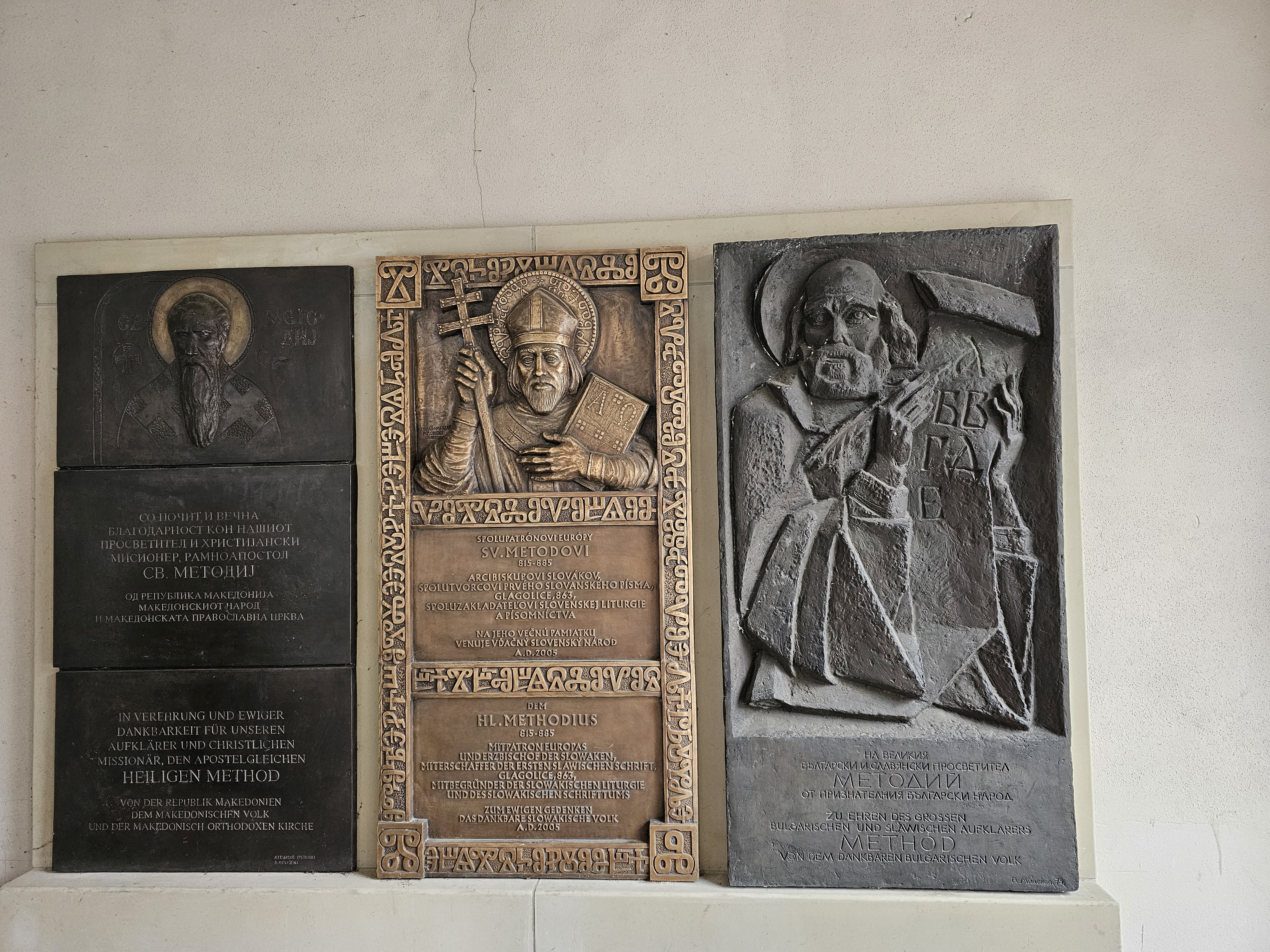
Gedenktafeln für den Heiligen Method in slawischen Sprachen in Ellwangen

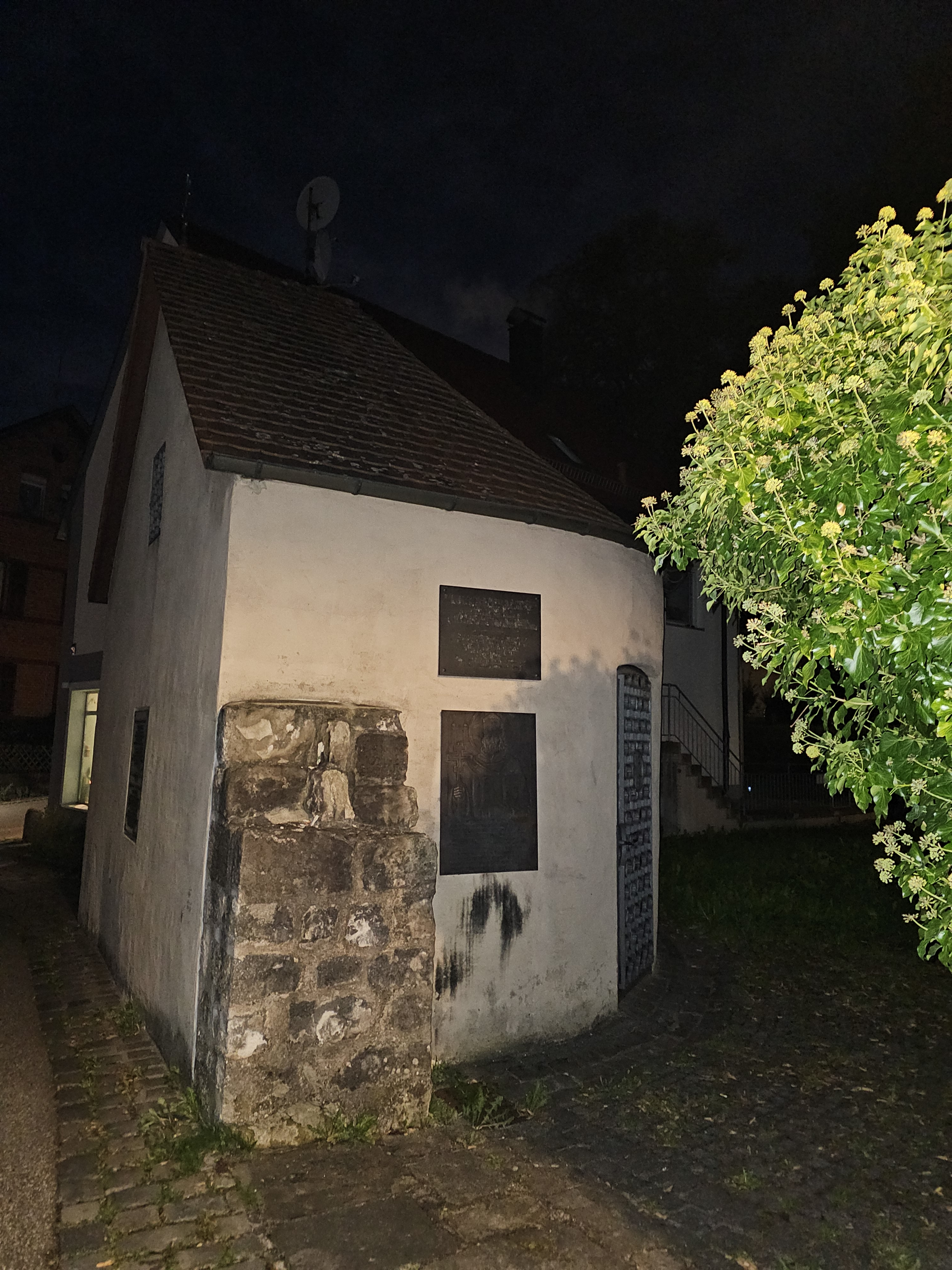
Methodiuskapelle in Ellwangen

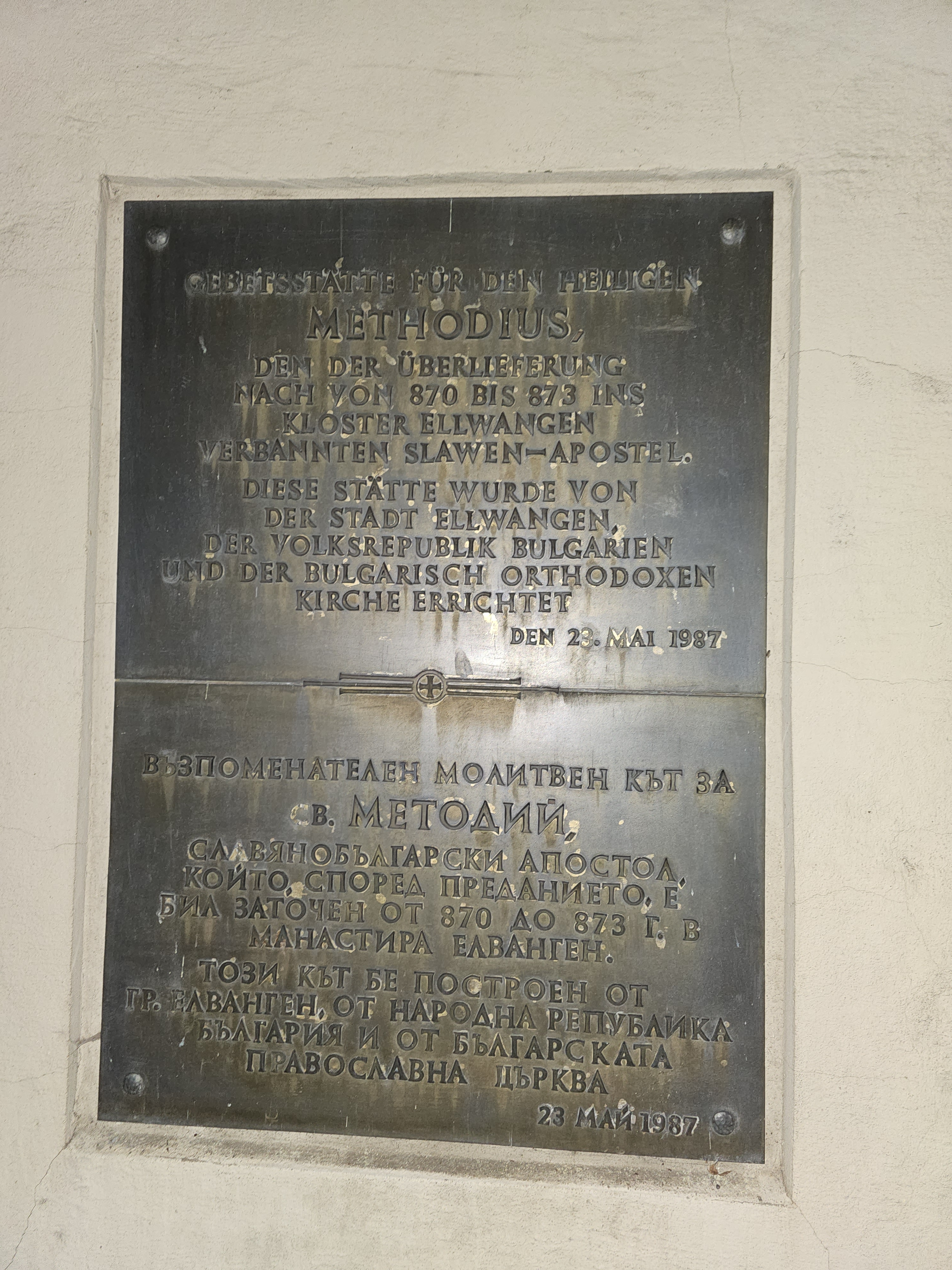
Tafel, welche darauf hinweist, dass die Kapelle dem Heiligen Method geweiht ist

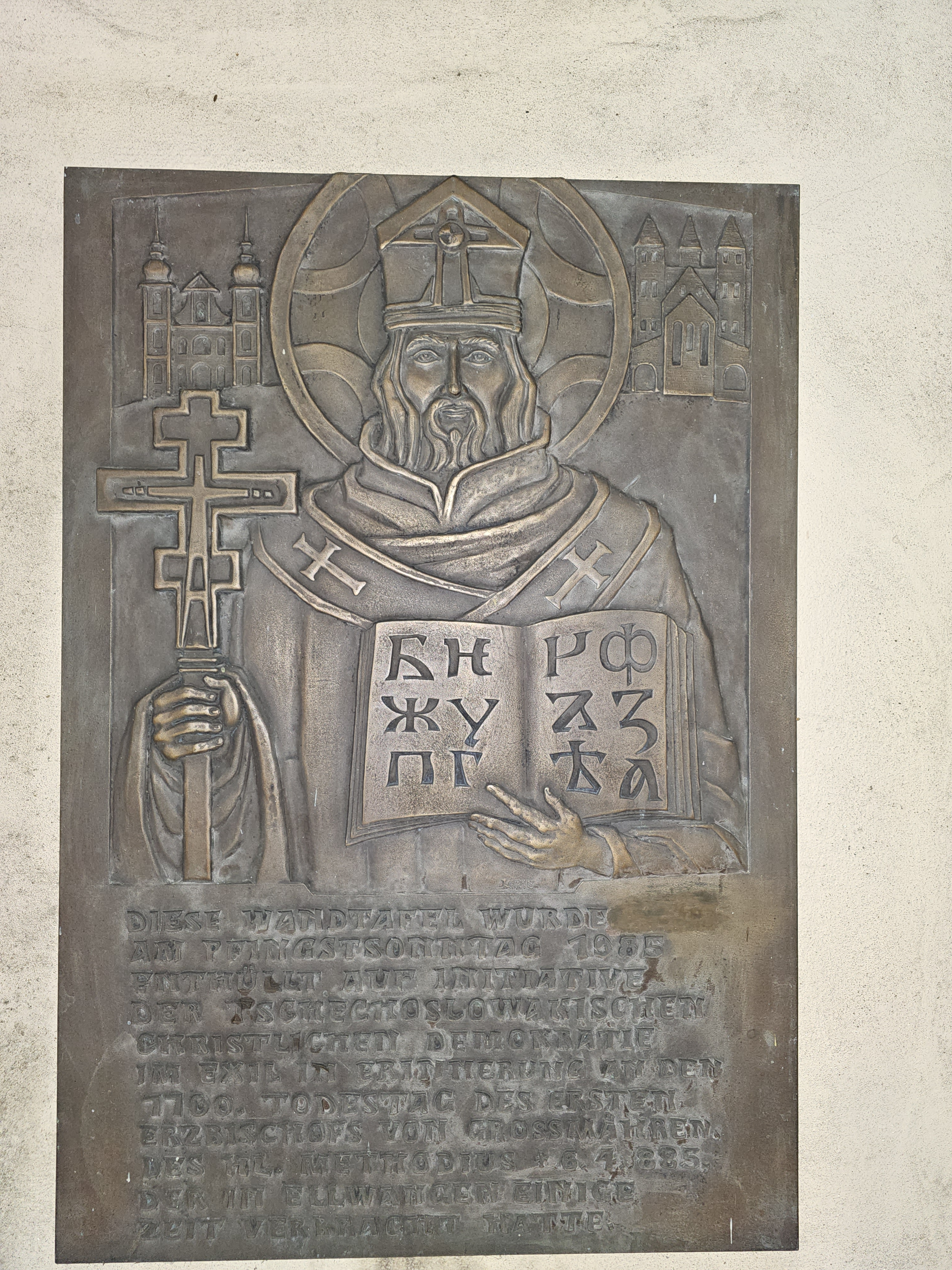
Gedenktafel an der Methodiuskapelle in Elwangen

Aus der Klosterhaft schrieb Method 870–872 viele Briefe an den Papst sowie nach Mähren. Erst nachdem das Mährerreich 872 das Ostfrankenreich geschlagen hatte, wagte Rom, Method zu helfen: 872 und 873 schrieb der Papst ergebnislos Briefe an Ludwig den Deutschen, Karlmann sowie an die Bischöfe, die Method 870 hatten misshandeln lassen (Erzbischof Adalwin, Bischof Ermenrich von Passau usw.), und verlangte die sofortige Freilassung Methods. Nachdem auch der mährische Herrscher Svatopluk, der eher zu den Unterstützern der bairischen Priester gehört hatte, plötzlich sein Interesse an Methods Schicksal zeigte, beschloss der Papst zu handeln. Er beauftragte Paul, den Bischof von Ancona, mit entsprechenden Verhandlungen mit Ludwig dem Deutschen. Die Verhandlungen endeten im Mai 873 mit dem folgenden Ergebnis:
- Pannonien (bis auf Sirmium und dem Gebiet zwischen Balaton und Gran) wurde aus Methods Zuständigkeit herausgenommen und den bairischen Bischöfen überlassen.
- Die Verwendung des Altkirchenslawischen in der Liturgie (bis auf das Vorlesen aus der Bibel) wurde verboten.
- Method wurde freigelassen, konnte nach Mähren zurückkehren, und es wurden ihm keine Einmischungen in seine Arbeit mindestens bis Ende 877 zugesichert.

### Mährerreich (873–885)
Die mährische Akademie hat unter der Führung von Method ihre Arbeit wiederaufgenommen. 884 hat Svatopluk mit Ludwig dem Deutschen vereinbart, dass die bairischen Priester parallel zu Method ihre Arbeit in Mähren fortsetzen können.
Nach 874 schwärzten die Führer der lateinischen Kleriker in Mähren, Johannes von Venedig (zugleich Svatopluks Berater) und Wiching (ein schwäbischer Benediktiner-Mönch), Method bei Svatopluk an. 879 schickte der so beeinflusste Svatopluk Gesandte nach Rom, die Method beim Papst verleumdeten.
Etwa zur gleichen Zeit (879/880) versuchte das Mährerreich zum ersten Mal, sein Gebiet in Diözesen zu unterteilen. Das einzige bekannte Bistum des Erzbischofs Method entstand in Nitra (Neutra). Sein Bischof war der schwäbische Mönch Wiching, zu dessen Ernennung Svatopluk von den lateinischen Klerikern in seinem Land überredet wurde.
Als Method 880 nach Rom kam, um sich zu verteidigen, war in seiner Delegation auch Wiching, der zum Bischof geweiht werden sollte. Man wollte aber in Rom nicht nur die Probleme um Method lösen, sondern auch den Papst bitten, das Mährerreich als Vasallen des Heiligen Stuhls anzuerkennen. Method hat die päpstlichen Prüfungen einwandfrei bestanden und Wiching geweiht. Außerdem schickte der Papst den Brief Industriae tuae an Svatopluk, in dem
- er das Mährerreich zu einem Lehen des Heiligen Stuhls machte, was bedeutete, dass das Land auf die gleiche Ebene mit dem Ostfrankenreich gestellt wurde
- die Funktionen von Method bestätigte
- er anordnete, dass man einen weiteren Priester schicke, den er zum Bischof einer anderen Region des Mährerreichs als Neutra machen würde, damit Method und die zwei Bischöfe ihrerseits weitere Bischöfe weihen können (diese Forderung wurde aber nach den meisten Quellen nicht erfüllt)
- er anordnete, alle Kleriker, die sich Method widersetzen, aus dem Mährerreich zu verbannen
- er die slawische Schrift (die Glagolica) zuließ und anordnete, dass die Liturgien in der slawischen Sprache gehalten werden (bis auf das Evangelium, das zuerst auf Lateinisch und erst dann auf Slawisch gelesen werden soll).
- er anordnete, dass die Liturgien für Svatopluk und seine Gefolgschaft auf Lateinisch abgehalten werden sollten (da Svatopluk persönlich Latein bevorzugte).

Der Papst gab Method außerdem eine Sammlung von kirchlichen Verordnungen. In diesem Zusammenhang wird Method bereits als Erzbischof von (der Stadt) Moravia, wohl der Hauptstadt des Mährerreichs, erwähnt, was darauf hinweisen könnte, dass Mähren ein von Pannonien unabhängiges Erzbistum geworden war.
Zurück im Mährerreich setzte Method 881 Wiching als Bischof von Neutra ab, da er erfahren hatte, dass Wiching einen gefälschten Papstbrief an Svatopluk geschrieben hatte, dem zufolge Method aus Mähren verbannt werden sollte. Wiching wurde dafür mit einer Mission in dem kürzlich an Mähren angeschlossenen Wislanien (Weichsel-Gebiet) betraut. Obwohl er danach mehrmals versuchte, nach Neutra zurückzukehren, wurde er daran von Methods Schülern gehindert. Kurz vor Methods Tod (885) fuhr er mit Svatopluks Zustimmung nach Rom, wo er Method wieder verleumdete.
881–882 besuchte Method mit Zustimmung des Papstes seine Heimat. Auf dem Weg dorthin traf er beim Eisernen Tor einen ungarischen Stammesführer. In Konstantinopel wurde er vom Kaiser und vom Patriarchen herzlich empfangen, und der Kaiser behielt auch gleich einen seiner Schüler, einen Diakon und einige slawische Bücher von Method. Method kehrte danach mit einigen Gesandten des Kaisers nach Mähren zurück.
Zurück im Mährerreich, hat Method 883 die Übersetzung des Alten Testaments aus dem Griechischen, kurz vor seinem Tod auch der restlichen Bibel, fertiggestellt. Irgendwann in den 880ern taufte er den böhmischen Herrscher Bořivoj I. in Mähren, wodurch die Christianisierung Böhmens begann.
885 hat Method auf seinem Totenbett den später heiligen Gorazd aus der Slowakei als seinen Nachfolger in der Mährischen Akademie auserwählt. Am 6. April ist Method in Mähren gestorben. Er wurde feierlich „in der Wand hinter dem Altar der Heiligen Maria“ der heute unbekannten Hauptkirche Mährens begraben. Die Bestattungszeremonie wurde nach der slawischen, lateinischen sowie griechischen Liturgie abgehalten. Alten Überlieferungen zufolge soll sich sein Grab in Weligrad befunden haben.
Nachdem der Papst von Methods Tod erfahren hatte, ernannte er den in Rom befindlichen und den Papst beeinflussenden Wiching zum Bischof von Neutra (d. h. bereits zum zweiten Mal) sowie zum kirchlichen Verwalter Mährens – nicht jedoch zum Erzbischof. Da Wiching kurz vor Methods Tod diesen in Rom verleumdet hatte, schickte der Papst im Winter 885–886 den Brief „Quia te zelo fidei“ nach Mähren, in dem er Methods Tätigkeit im Nachhinein verurteilte, Method exkommunizierte und sogar die Verwendung der slawischen Sprache für Liturgien (außer für die Predigt und Deutungen der Bibel) verbot. Die lateinische Liturgie und deutsche Priester setzten sich dadurch wieder durch.
Anfang 886 kamen päpstliche Gesandte in Mähren an und verboten unter anderem auf Anweisung des Papstes Gorazd, „den, Method so frech war, entgegen den Anordnungen sämtlicher Päpste zu seinem Nachfolger zu ernennen“, an der Mährischen Akademie zu unterrichten, bis er persönlich nach Rom kommt, um sein Handeln zu erklären (was jedoch nie passiert ist). Während der Mission der Gesandten wurde auch die Mährische Akademie geschlossen, und die Liquidierung der Anhänger von Method und Gorazd wurde von Wiching eingeleitet. 200 Personen (Studenten, Priester und Diakonen), die es abgelehnt haben, auf die lateinische Liturgie umzusteigen, wurden ins Gefängnis gesteckt und  mitten im Winter aus Mähren verbannt. Die Hauptanhänger Methods waren Gorazd, Kliment, Naum, Sava und Angelar. 886 gingen sie in mehreren Gruppen über Belgrad nach Bulgarien, wo sie zwei Akademien gründeten – die Schule von Ohrid und die Schule von Preslaw. Von dort gingen manche von ihnen nach Kroatien und Dalmatien, später nach Serbien, Rus, Kleinpolen und Böhmen.

## Gedenktage
Der gemeinsame Gedenktag von Kyrill und Method ist der 14. Februar, sowohl in der katholischen wie der evangelischen und anglikanischen Kirche. Der evangelische Gedenktag findet sich sowohl im Evangelischen Namenkalender als auch im US-amerikanischen Lutheran Worship. Die Lutherische Kirche – Missouri-Synode hat den Gedenktag auf den 11. Mai gelegt. Orthodoxer Gedenktag ist der 6. April (Method alleine) und der 11. Mai (gemeinsam mit Kyrill).
In der katholischen Kirche ist der 14. Februar ein Gebotener Gedenktag im Allgemeinen Römischen Kalender. Da Papst Johannes Paul II. Kyrill und Method 1980 zu Patronen Europas ernannt hat, wird er in den europäischen Regionalkalendern (z. B. im Regionalkalender für das deutsche Sprachgebiet) zum Fest aufgewertet.
Am 5. Juli wird in Tschechien und der Slowakei der Tag ihres Eintreffens im Mährerreich (863) als Nationalfeiertag begangen.
Der 24. Mai ist in Bulgarien und Nordmazedonien ein Nationalfeiertag, der den beiden Brüdern gewidmet ist.